# Ariana Kukors
Ariana Kukors (Federal Way, Washington, 1 juni 1989 ) is een Amerikaanse voormalige zwemster. Ze vertegenwoordigde de Verenigde Staten op de Olympische Zomerspelen van 2012 in Londen. Op de langebaan is Kukors houdster van het wereldrecord op de 200 meter wisselslag.

## Carrière
Bij haar internationale debuut, op de Pan Pacific kampioenschappen zwemmen 2006 in Victoria, veroverde Kukors de zilveren medaille op de 400 meter wisselslag en eindigde ze als negende op de 200 meter wisselslag. Op de 100 en de 200 meter rugslag strandde ze in de series en in de series van de 200 meter schoolslag werd ze gediskwalificeerd.
Op de wereldkampioenschappen zwemmen 2007 in Melbourne eindigde de Amerikaanse als vijfde op de 400 meter wisselslag. Tijdens de Amerikaanse Olympische Trials 2008 in Omaha, Nebraska wist Kukors zich niet te kwalificeren voor de Olympische Zomerspelen 2008 in Peking, op de 200 meter wisselslag kwam ze slecht 0,08 seconde tekort ten opzichte van Natalie Coughlin.
In Rome nam de Amerikaanse deel aan de wereldkampioenschappen zwemmen 2009, op dit toernooi veroverde ze de wereldtitel op de 200 meter wisselslag. Samen met Dana Vollmer, Lacey Nymeyer en Allison Schmitt sleepte ze de zilveren medaille in de wacht op de 4x200 meter vrije slag.
Tijdens de Pan Pacific kampioenschappen zwemmen 2010 in Irvine legde Kukors, op de 200 meter wisselslag, beslag op de zilveren medaille. Daarnaast eindigde ze als negende op de 400 meter wisselslag, als zestiende op de 50 meter vlinderslag en werd ze uitgeschakeld in de series van de 50 meter schoolslag. Op de wereldkampioenschappen kortebaanzwemmen 2010 in Dubai veroverde de Amerikaanse de wereldtitel op de 100 meter wisselslag en de bronzen medaille op de 200 meter wisselslag, op de 400 meter wisselslag eindigde ze op de zesde plaats.
In Shanghai nam Kukors deel aan de wereldkampioenschappen zwemmen 2011, op dit toernooi sleepte ze de bronzen medaille in de wacht op de 200 meter wisselslag. Tijdens de Olympische Zomerspelen van 2012 in Londen eindigde de Amerikaanse als vijfde op de 200 meter wisselslag.

### Seksueel misbruik
Op 21 mei 2018 werd bekend dat Kukors de zwembond USA Swimming had aangeklaagd. Volgens Kukors wist de bond dat ze in haar jeugd jarenlang was misbruikt door haar trainer, en werd daar niets tegen opgetreden.
Kukors beweert dat haar coach Sean Hutchison haar vanaf haar dertiende seksueel intimideerde en vanaf haar zestiende begon aan te raken en te zoenen. Toen ze zeventien jaar was, zou hij haar seksueel hebben misbruikt. "USA Swimming heeft, door niets te doen, het voor Sean Hutchison mogelijk te maken om mij tien jaar lang te misbruiken", zei de op dat moment 28-jarige Kukors op een persconferentie. "Ik had hulp nodig en er waren mensen in de positie om mij te helpen."

## Internationale toernooien
| Jaar | Olympische Spelen  | WK langebaan                        | WK kortebaan                                           | PanPacs                                                                                             |
| ---- | ------------------ | ----------------------------------- | ------------------------------------------------------ | --------------------------------------------------------------------------------------------------- |
| 2006 |                    |                                     | geen deelname                                          | serie 100m rugslag · serie 200m rugslag · DQ 200m schoolslag · 9e 200m wisselslag · 400m wisselslag |
| 2007 |                    | 5e 400m wisselslag                  |                                                        | |
| 2008 | geen deelname      |                                     | geen deelname                                          | |
| 2009 |                    | 200m wisselslag · 4x200m vrije slag |                                                        | |
| 2010 |                    |                                     | 100m wisselslag · 200m wisselslag · 6e 400m wisselslag | serie 50m schoolslag · 12e 50m vlinderslag · 200m wisselslag · 9e 400m wisselslag                   |
| 2011 |                    | 200m wisselslag                     |                                                        | |
| 2012 | 5e 200m wisselslag |                                     | geen deelname                                          | |

## Persoonlijke records

### Kortebaan
| Afstand         | Tijd    | Datum            | Plaats |
| --------------- | ------- | ---------------- | ------ |
| 100m wisselslag | 58,65   | 16 december 2010 | Dubai  |
| 200m wisselslag | 2.06,09 | 18 december 2010 | Dubai  |
| 400m wisselslag | 4.31,01 | 15 december 2010 | Dubai  |

### Langebaan
| Afstand         | Tijd    | Datum           | Plaats |
| --------------- | ------- | --------------- | ------ |
| 200m vrije slag | 1.56,05 | 30 juli 2009    | Rome   |
| 200m wisselslag | 2.06,15 | 27 juli 2009    | Rome   |
| 400m wisselslag | 4.37,03 | 5 augustus 2010 | Irvine |